# Fraten
Fraten è il quarto album in studio del gruppo musicale finlandese Circle, pubblicato nel 1997.

## Tracce
1. korko = klague – 4:57
2. puntari = gnosem – 3:47
3. hissi = festum – 7:23
4. paneeli = krimen – 5:45
5. hiiret = delfte – 3:22
6. kenttä = areend – 9:32
7. rengastus = gastus – 5:14
8. hytti = ser ozm – 5:55
9. katolla = katoll – 4:06
10. isaak = gilded – 8:53